# カンタベリー地震 (2011年6月)
カンタベリー地震（カンタベリーじしん）とは、2011年6月13日14時20分（NZST, UTC+12:00）にニュージーランドのカンタベリー地方で発生したモーメントマグニチュード(Mw)6.3の地震。クライストチャーチを中心とするカンタベリー地方では、2010年9月4日にカンタベリー地震 (2010年)が発生し、2011年2月22日にカンタベリー地震 (2011年2月)が発生していた。